# Xenoschesis flavopicta
Xenoschesis flavopicta är en stekelart som först beskrevs av Gabriel Strobl 1903.  Xenoschesis flavopicta ingår i släktet Xenoschesis och familjen brokparasitsteklar. Inga underarter finns listade i Catalogue of Life.